# 점민어
점민어(영문명 : Spot 혹은 Norfolk spot, 학명 : Leiostomus xanthurus)는 작고 수명이 짧은 민어과(Sciaenidae) 염수어(saltwater fish)이다. 강 하구에서 서식하며, 미국에서는 매사추세츠주(Massachusetts)에서 텍사스주(Texas) 연안에 분포해 있다. 'Spot'이란 영문명은 양 아가미 옆에 뚜렷한 검은 점이 있는 것에서 유래한다. 점민어속(Leiostomus)에 속하는 유일한 어류라는 점에서, Leiostomus는 단형(單型, monotypic taxon)이라 할 수 있다. 식용 가능하다.
유기분해물(detritus), 갑각류, 벌레 등을 먹고 산다. 지렁이를 미끼로 사용하여 낚는다.
줄농어(striped bass), 도다리(flounder), 흉상어(sandbar shark), 돔발상어(dogfish shark), 민어(weakfish), 홍민어(점성어)(red drum), 흑민어(black drum), 점박이바다송어(spotted seatrout), 대서양고등어(Atlantic mackerel), 대왕고등어(king mackerel), 스페인고등어(spanish mackerel), 꼬치고기(barracuda), 날새기(cobia), 흑농어(black sea bass), 타폰(tarpon) 등이 점민어를 먹고 사는 대표적 어종이다.
미국 어부들은 미국 넙치류(summer flounder), 점박이바다송어, 점민어 등을 잡는 미끼로 점민어를 쓰기도 한다. 한편, 미국 노스캐롤라이나주(North Carolina) 햄프스테드(Hampstead)에서는 매 9월 마지막 주말에 북캐롤라나 점민어 축제(The North Carolina Spot Festival)가 열리기도 한다.

## 점성어와 점민어 차이
한국에서 흔히 점성어라 불리는 홍민어(red drum)는 학명이 Sciaenops ocellatus으로, 점민어와는 다른 어종이다. 그러나 점성어(홍민어)와 점민어는 모두 민어과(Sciaenidae)에 속하며, 몸에 점이 있는 특성을 갖고 있어(점성어 : 꼬리지느러미 부근, 점민어 : 아가미 부근) 두 어류의 명칭에도 영향을 주었다. 문제는 실상에서 점성어와 홍민어라는 이름이 뒤섞여서 '점민어'로 바뀌어 불리게 되었고, 이것이 관습적으로 '점성어=점민어'로 잘못 통용된 것으로 보인다. 현재 국내 학계에서 '점민어'라고 학명을 붙인 것은 미국 연안에서 흔히 서식하는 'Spot'(Leiostomus xanthurus)이다.

## 분포
점민어는 대서양 중서 및 서북 지역에서 산다. 미국 남부 연안 메사추세츠주에서 멕시코 캄페체(Campeche)에 이르는 멕시코만(Gulf of Mexico) 연안에서 발견된다. 수심 6미터 이내에서 서식하지만 수심50미터에서도 발견된다. 플로리다주(Florida) 남부, 플로리다 키즈(Florida Keys), 혹은 코드 곶(Cape Cod) 부근에서 보인다.

## 서식
염수에서만 살며, 특히 모래나 진흙펄 위의 해수에 서식한다. 봄에는 강 하구나 만에서 살다가 깊은 물로 이주하여 산란한다. 여름에는 염도가 높은 해수로 이동하고 초가을에는 연안으로 옮겨 살다가 겨울을 난다.

## 식생
잡식성이며, 저생성무척추동물(benthic invertebrate), 작은 갑각류, 동식물의 유기분해물을 먹고 산다. 다모류(polychaete), 벌레(worm), 작은 물고기, 플랑크톤, 연체동물 등을 먹는다.

## 낚시
미국에서는 여가나 상업용 낚시로 자주 잡힌다.

## 산란
가을에서 초겨울에 산란한다. 강 하구나 만에서 연안 심해로 이동하여 최대 170만개의 알을 낳는다. 알은 체외수정되어서 해안으로 밀려간다. 새끼 단계에서는 따뜻한 연안해수에서 자라며 겨울에는 해안과 만의 얕은 곳에서 서식한다.

## 관리
미국의 경우, 1991년 체사피크만 대서양점민어 어업관리 계획(Chesapeake Bay Atlantic Croaker and Spot Fishery Management Plan of 1991)에 따라 보호관리되고 있다. 대서양연해주 해양어업위원회(Atlantic States Marine Fisheries Commission)의 1987년 어업관리 계획은 새우잡이배에 혼획된 새끼 점민어를 줄이는 것을 목표로 하였다.
뉴저지주(New Jersey)에서는 수산양식 프로젝트를 통해 점민어의 상업 생산 양식을 시도하고 있다.